# Jack Rocker
Jack Leonard Rocker (Lindsay, 12 agosto 1922 – Bainbridge Island, 27 novembre 2010) è stato un cestista statunitense, professionista nella NBL e nella BAA.

## Carriera
Ha militato negli Oakland Bittners, nella NBL nei Minneapolis Lakers e nella BAA nei Philadelphia Warriors.